# كلايف راش
كلايف راش (بالإنجليزية: Clive Rush)‏ هو لاعب كرة قدم أمريكية أمريكي، ولد في 14 فبراير 1931 في دا غراف في الولايات المتحدة، وتوفي في 22 أغسطس 1980 في لندن في الولايات المتحدة.

## وصلات خارجية
- كلايف راش على موقع مرجع كرة القدم المحترفة.كوم (الإنجليزية)
- كلايف راش على موقع IMDb (الإنجليزية)